# Silandro
Silandro (németül: Schlanders) település Olaszországban, Bolzano autonóm megyében. Lakosainak száma 6273 fő (2023. január 1.). Silandro Laces, Lasa (Dél-Tirol), Malles Venosta, Martello és Senales községekkel határos.

## Népesség
A település népességének változása:
| Lakosok száma | 6053 | 6181 | 6273 |
|               | 2017 | 2018 | 2023 |